# Norbert Bergmann
Norbert Bergmann (* 1. Mai 1954 in Essen) ist ein ehemaliger deutscher Gewichtheber.

## Werdegang
Norbert Bergmann begann als Jugendlicher beim KSV Essen-Borbeck mit dem Gewichtheben. Er wechselte aber schon bald zum PSV Oberhausen und startete im Laufe seiner Karriere auch noch für den KSV 1884 Mannheim und den VfL Wolfsburg. Er erlernte den Beruf eines Vulkanisierers, wurde aber später Repräsentant von Sportartikel-Firmen.
Er war bereits als Jugendlicher sehr erfolgreich. 1970 belegte er bei der deutschen Meisterschaft der B-Jugend (Altersgruppe bis zum 16. Lebensjahr) in der Gewichtsklasse bis 75 kg Körpergewicht mit 277,5 kg im olympischen Dreikampf den 2. Platz. 1971 wurde er deutscher Jugendmeister (A-Jugend) im Mittelgewicht und steigerte sich dabei im olympischen Dreikampf auf 317,5 kg. 1973 wurde er deutscher Juniorenmeister im Zweikampf, nachdem der olympische Dreikampf Ende 1972 vom Gewichtheber-Weltverband (IWF) abgeschafft worden war. Er erreichte dabei im Mittelgewicht 270 kg.
Auch in den nächsten Jahren platzierte er sich bei den deutschen Meisterschaften der Junioren und auch schon der Senioren immer im Vorderfeld. Deutscher Meister bei den Senioren wurde er 1977 im Mittelgewicht mit 312,5 kg, 1978 im Mittelgewicht mit 317,5 kg, 1982 im Leichtschwergewicht mit 335 kg und 1984 im Leichtschwergewicht mit 325 kg. Er lieferte sich dabei in den Jahren vor allem mit Klaus Groh, Horst Appel und Jürgen Negwer spannende Kämpfe.
Auch auf der internationalen Gewichtheberbühne war Norbert Bergmann erfolgreich. Er zählte zur erweiterten Weltklasse im Mittel- bzw. Leichtschwergewicht. 1976 vertrat er die Bundesrepublik Deutschland bei den Olympischen Spielen in Montreal und kam im Mittelgewicht mit 310 kg im Zweikampf auf den 9. Platz. Bei der Europameisterschaft 1979 in Warna belegte er im Leichtschwergewicht mit 335 kg (142,5–192,5) einen guten 5. Platz im Zweikampf. Bei der Weltmeisterschaft des gleichen Jahres in Saloniki kam er mit 340 kg (145–195) auf den 6. Platz. Mit seiner Leistung im Stoßen gewann er in Saloniki sogar die WM-Bronzemedaille.
1982 belegte Norbert Bergmann bei der Welt- und Europameisterschaft in Ljubljana im Leichtschwergewicht mit 337,5 kg (127,5–190) den 8. (7.) Platz. 1983 nahm er letztmals an einer Weltmeisterschaft teil. In Moskau kam er dabei mit 335 kg (145–190) auf den 11. Platz und belegte in der Europameisterschafts-Wertung den 9. Platz.
Nachdem eine Teilnahme an den Olympischen Spielen 1980 in Moskau wegen des Olympiaboykotts nicht möglich gewesen war, hatte er auch 1984 Pech, denn er musste sich zu Beginn dieses Jahres einer Knieoperation unterziehen, die einen Start in Los Angeles unmöglich machte. Er hätte dort im Leichtschwergewicht gute Medaillenchancen gehabt, denn durch den Boykott dieser Spiele durch die damaligen Ostblock-Staaten wurde die Silbermedaille in dieser Gewichtsklasse bereits mit 340 kg vergeben. Eine Leistung, die er bei entsprechender Vorbereitung womöglich leicht hätte schaffen können.
1985 beendete Norbert Bergmann seine Gewichtheber-Karriere.

## Internationale Erfolge
| Jahr | Platz | Wettbewerb                              | Gewichtsklasse | |
| 1975 | 3.    | Pannonia-Turnier in Budapest            | Mittel         | mit 302,5 kg (127,5–175), hinter Antal Stark, Ungarn, 320 kg u. Klaus Groh, BRD, 305 kg (140–165)                                       |
| 1975 | 9.    | WM + EM (9.) in Moskau                  | Mittel         | mit 300 kg (125–175); Sieger: Peter Wenzel, DDR, 335 kg (145–190) vor Jordan Mitkow, Bulgarien, 332,5 kg (150–182,5)                    |
| 1976 | 1.    | EG-Pokalturnier in Maastricht           | Mittel         | mit 300 kg (125–175), vor Jürgen Negwer, BRD, 297,5 kg                                                                                  |
| 1976 | 10.   | EM in Berlin                            | Mittel         | mit 302,5 kg (127,5–175); Sieger: Wartan Militosjan, UdSSR, 340 kg vor Peter Wenzel, 335 kg u. Jordan Mitkow, 330 kg                    |
| 1976 | 9.    | OS in Montreal                          | Mittel         | mit 310 kg (132,5–177,5); Sieger: Jordan Mitkow, 335 kg vor Wartan Militosjan, 330 kg u. Peter Wenzel, 327,5 kg                         |
| 1977 | 2.    | EG-Pokalturnier in Constable            | Mittel         | mit 305 kg (130–175), hinter Jürgen Negwer, 307,5 kg                                                                                    |
| 1977 | 9.    | WM + EM (8.) in Stuttgart               | Mittel         | mit 312,5 kg (137,5–175); Sieger: Jurik Wardanjan, UdSSR, 345 kg vor Peter Wenzel, 337,5 kg u. Günther Schliwka, DDR, 330 kg            |
| 1978 | 1.    | EG-Pokalturnier in Lille                | Mittel         | mit 287,5 kg (125–162,5), vor Lagrotteria, Italien, 285 kg                                                                              |
| 1978 | 7.    | EM in Havířov                           | Mittel         | mit 307,5 kg (130–177,5); Sieger: Wartan Militosjan, 342,5 kg vor Zamuri Todorow, Bulgarien, 330 kg                                     |
| 1978 | 8.    | WM in Gettysburg                        | Leichtschwer   | mit 322,6 kg (140–182,5); Sieger: Jurik Wardanjan, 377,5 kg (170–207,5) vor Péter Baczakó, Ungarn, 352,5 kg (157,5–195)                 |
| 1979 | 2.    | Donau-Pokalturnier in Tatabánya         | Leichtschwer   | mit 322,5 kg (135–187,5), hinter Antal Stark, 352,5 kg                                                                                  |
| 1979 | 5.    | EM in Warna                             | Leichtschwer   | mit 335 kg (142,5–192,5); Sieger: Blagoj Blagojew, Bulgarien, 380 kg                                                                    |
| 1979 | 6.    | WM in Saloniki                          | Leichtschwer   | mit 340 kg (145–195); Sieger: Jurik Wardanjan, 380 kg (170–200) vor Blagoj Blagojew, 362,5 kg (170–192,5)                               |
| 1981 | 5.    | Pokal der "blauen Schwerter" in Meißen  | Leichtschwer   | mit 312,5 kg (135–177,5); Sieger: Assen Slatew, Bulgarien, 357,5 kg                                                                     |
| 1981 | unpl. | WM + EM in Lille                        | Leichtschwer   | nach 145 kg im Reißen drei Fehlversuche im Stoßen; Sieger: Jurik Wardanjan, 392,5 kg (170–222,5) vor Assen Slatew, 372,5 kg (170–202,5) |
| 1982 | 3.    | Donau-Pokalturnier in Donaueschingen    | Leichtschwer   | mit 335 kg (142,5–192,5), hinter Radew, Bulgarien, 352,5 kg u. Mandzak, Ungarn, 345 kg                                                  |
| 1982 | 8.    | WM + EM (7.) in Ljubljana               | Leichtschwer   | mit 337,5 kg (147,5–190); Sieger: Assen Slatew, 400 kg (180–220) vor Alexander Perwi, UdSSR, 392,5 kg (175–217,5)                       |
| 1983 | 1.    | Donau-Pokalturnier in Bistrita/Rumänien | Leichtschwer   | mit 345 kg (152,5–192,5), vor Laszlo Kiraly, Ungarn, 342,5 kg (152,5–190) u. Petre Dumitru, Rumänien, 337,5 kg (150–187,5)              |
| 1983 | 1.    | EG-Meisterschaften in Kopenhagen        | Leichtschwer   | mit 340 kg (142,5–197,5), vor Giuseppe Lagrotteria, 332,5 kg u. Marc Lopez, Frankreich, 322,5 kg                                        |
| 1983 | 1.    | Baltic-Cup in Rostock                   | Leichtschwer   | mit 330 kg (145–195), vor Zdzislaw Faras, Polen, 325 kg u. Reinhard Klein, BRD, 325 kg                                                  |
| 1983 | 11.   | WM + EM (9.) in Moskau                  | Leichtschwer   | mit 335 kg (145–190); Sieger: Jurik Wardanjan, 392,5 kg (180–212,5) vor Assen Slatew, 390 kg (180–210)                                  |

## WM-Einzelmedaille
- WM-Bronzemedaille: 1979/Stoßen

## Deutsche Meisterschaften
| Jahr | Platz | Altersgruppe | Gewichtsklasse | Ergebnis                                                                                        |
| 1970 | 2.    | Jugend B     | bis 75 kg KG   | mit 277,5 kg                                                                                    |
| 1971 | 1.    | Jugend A     | bis 75 kg KG   | mit 317,5 kg                                                                                    |
| 1972 | 1.    | Jugend A     | bis 75 kg KG   | mit 345 kg, vor Josef Hecht, Roding, 320 kg                                                     |
| 1972 | 5.    | Junioren     | Mittel         | mit 340 kg; Sieger: Bernhard Steinbach, Altrip, 400 kg                                          |
| 1973 | 1.    | Junioren     | Mittel         | mit 270 kg vor Karl-Heinz Radschinsky, Neumarkt in der Oberpfalz, 260 kg                        |
| 1973 | 4.    | Senioren     | Mittel         | mit 270 kg; Sieger: Rudi Seidel, Langen, 290 kg vor Hans Schmidt, Donaueschingen, 287,5 kg      |
| 1974 | 2.    | Junioren     | Mittel         | mit 270 (120–150), hinter Klaus Groh (Gewichtheber), AC Mutterstadt, 285 kg                     |
| 1975 | 2.    | Senioren     | Mittel         | mit 302,5 (130–172,5) kg, hinter Klaus Groh, 307,5 kg, vor Karl Rimböck, Donaueschingen, 290 kg |
| 1977 | 1.    | Senioren     | Mittel         | mit 312,5 kg (135–177,5), vor Jürgen Negwer, Wolfsburg, 300 kg (130–170)                        |
| 1978 | 1.    | Senioren     | Mittel         | mit 317,5 kg (135–182,5), vor Klaus Groh, 315 kg (142,5–172,5)                                  |
| 1979 | 2.    | Senioren     | Leichtschwer   | mit 335 kg (145–190), hinter Klaus Groh, 337,5 kg (150–187,5), vor Horst Appel, Kassel, 330 kg  |
| 1980 | 2.    | Senioren     | Leichtschwer   | mit 337,5 kg (147,5–190), hinter Horst Appel, 345 kg (150–195), vor Klaus Groh, 335 (155–180)   |
| 1981 | 2.    | Senioren     | Leichtschwer   | mit 322,5 kg (142,6–180), hinter Jürgen Negwer, 340 kg                                          |
| 1982 | 1.    | Senioren     | Leichtschwer   | mit 335 kg (145–190), vor Klaus Groh, 315 kg                                                    |
| 1984 | 1.    | Senioren     | Leichtschwer   | mit 325 kg (142,5–182,5), vor Zbigniew Kaczmarek, Wolfsburg, 322,5 kg                           |

## Erläuterungen
- Wettkämpfe bis 1972 im olympischen Dreikampf (Drücken, Reißen, Stoßen), ab 1973 im Zweikampf (Reißen, Stoßen),
- OS = Olympische Spiele, WM = Weltmeisterschaften, EM = Europameisterschaften,
- Mittelgewicht, damals bis 75 kg, Leichtschwergewicht, damals bis 82,5 kg Körpergewicht (KG)